# Koori Jam
Koori Jam (persiska: كوری, Kowrī, کوری حیاتی) är en ort i Iran.   Den ligger i provinsen Bushehr, i den södra delen av landet, 900 km söder om huvudstaden Teheran. Koori Jam ligger 530 meter över havet och antalet invånare är 765.
Terrängen runt Koori Jam är huvudsakligen kuperad, men åt sydost är den platt. Koori Jam ligger nere i en dal.Runt Koori Jam är det ganska glesbefolkat, med 31 invånare per kvadratkilometer. Närmaste större samhälle är Jam, 13,8 km sydost om Koori Jam. Omgivningarna runt Koori Jam är i huvudsak ett öppet busklandskap.